# 2020년 하계 올림픽 인도 선수단
2020년 하계 올림픽 인도 선수단은 2021년 일본 도쿄에서 열린 2020년 하계 올림픽에 참가한 올림픽 인도 선수단이다.
인도는 일본 도쿄에서 열리는 2020년 하계 올림픽에 출전했다. 당초 2020년 7월 24일부터 8월 9일까지 열릴 예정이었던 대회는 코로나19 범유행으로 인해 2021년 7월 23일부터 8월 8일로 연기됐다. 인도는 1900년 파리 하계 올림픽에서 공식 데뷔했으며 1920년 이후 모든 하계 올림픽에 출전했다. 이번 대회는 인도가 하계 올림픽에 25번째로 출전한 대회였다.
인도는 이번 대회에 역대 최대 규모인 119명의 선수단을 파견했다. 이번 대회는 인도 팀이 금메달 1개, 은메달 2개, 동메달 4개를 포함해 7개의 메달을 획득한 인도의 가장 성공적인 경기이기도 했다.

## 출전 선수
| 종목     | 남자 | 여자 | 전체 |
| -------- | ---- | ---- | ---- |
| 양궁     | 3    | 1    | 4    |
| 육상     | 15   | 8    | 23   |
| 배드민턴 | 3    | 1    | 4    |
| 복싱     | 5    | 4    | 9    |
| 승마     | 1    | 0    | 1    |
| 펜싱     | 0    | 1    | 1    |
| 하키     | 16   | 16   | 32   |
| 골프     | 2    | 2    | 4    |
| 체조     | 0    | 1    | 1    |
| 유도     | 0    | 1    | 1    |
| 조정     | 2    | 0    | 2    |
| 요트     | 3    | 1    | 4    |
| 사격     | 8    | 7    | 15   |
| 수영     | 2    | 1    | 3    |
| 탁구     | 2    | 2    | 4    |
| 테니스   | 1    | 2    | 3    |
| 역도     | 0    | 1    | 1    |
| 레슬링   | 3    | 4    | 7    |
| 전체     | 66   | 53   | 119  |

## 같이 보기
- 올림픽 인도 선수단